# Xã Butte Valley, Quận Benson, Bắc Dakota
Xã Butte Valley (tiếng Anh: Butte Valley Township) là một xã thuộc quận Benson, tiểu bang Bắc Dakota, Hoa Kỳ. Năm 2010, dân số của xã này là 55 người.